# Musculation
La musculation est une activité physique visant au développement des muscles au moyen d'exercices physiques. Le but recherché peut-être l'hypertrophie (comme le bodybuilding), la force ou le renforcement musculaire dans le cadre de la préparation physique.
Les exercices au poids du corps représentent une méthode efficace et accessible de musculation. Contrairement aux entraînements nécessitant des charges externes comme les haltères ou les machines, cette approche utilise uniquement le poids du corps comme résistance. Elle permet de solliciter plusieurs groupes musculaires simultanément, améliorant ainsi la force fonctionnelle, l’endurance, la coordination, la mobilité et la stabilité. Parmi les mouvements les plus répandus figurent les pompes, les tractions, les squats, les dips, les fentes, les planches et les burpees. Ce type d’entraînement est particulièrement adapté aux débutants, mais peut également être intensifié pour convenir aux athlètes avancés grâce à des variantes plus complexes (pompes pliométriques, tractions à un bras, squats sautés, etc.). Il offre l’avantage de pouvoir être pratiqué partout, sans besoin d’équipement coûteux, ce qui en fait une option populaire pour l’entraînement à domicile ou en extérieur.
La pratique de la musculation aurait des bienfaits au niveau de la santé. Elle est associées à une réductions des risques de maladies cardiovasculaires, de diabète et de cancer. Également elle aurait un effet positif sur les personnes atteintes de dépression majeure.

## Histoire

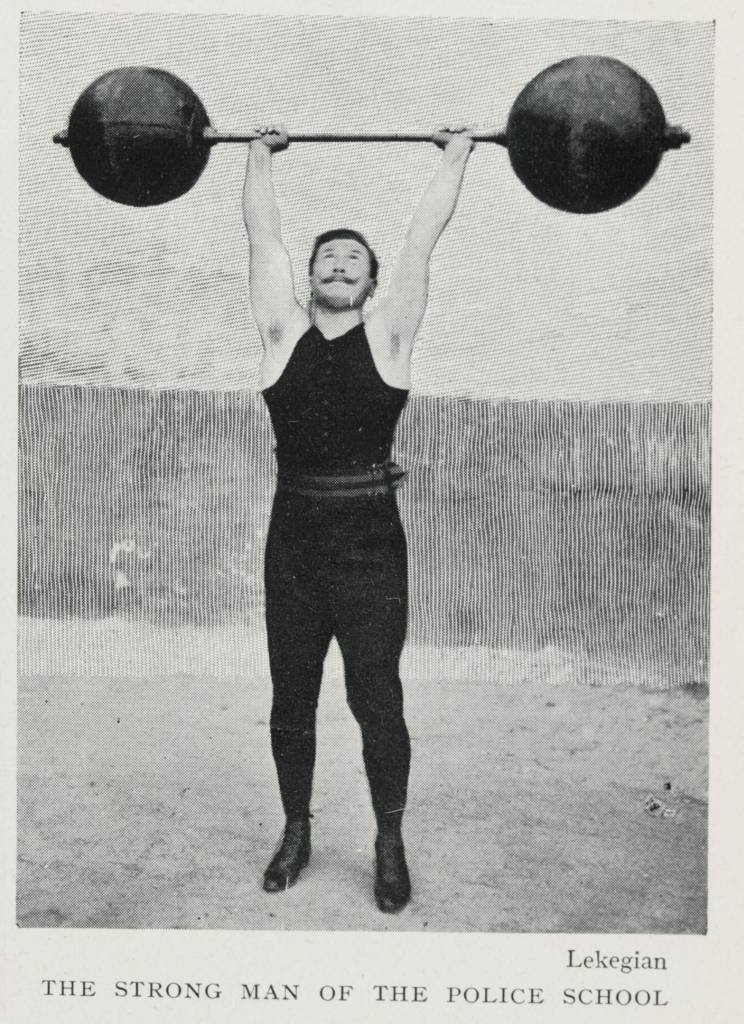
Homme fort à l'école de police au début du XXe siècle.

Le journal L'Équipe date le début de la culture physique au XIXe siècle, avec la pratique d'Hippolyte Triat, Homme fort et gymnaste. Il a développé de nombreux équipements qui sont encore utilisés de nos jours (poulies, haltères etc.). Mais le terme de culture physique apparaît réellement avec Edmond Desbonnet qui a créé une école de musculation à Lille en 1885 et a développé les premiers « programmes » (ensembles d'exercices enchaînés dans un but précis). À la fin du XIXe siècle, Edmond Desbonnet déménage à Paris et grâce à son approche méthodique de la musculation, des « salles de culture physiques » commence à ouvrir et des entraîneurs personnels font leur apparition.

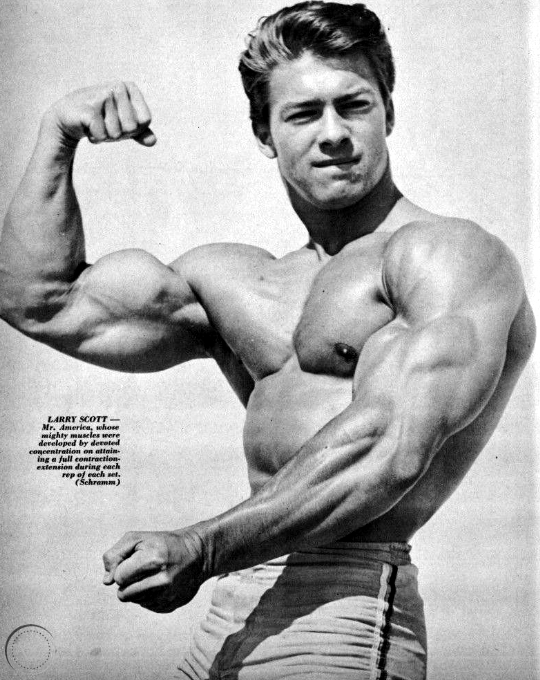
Larry Scott, premier Mr. Olympia.

À l'international la culture physique fait son apparition avec la pratique d'Eugène Sandow, athlète allemand qui a orienté son approche de la musculation sur la construction esthétique du physique, ce qui donnera plus tard la pratique du « bodybuilding » (construction du corps). Au début du XXe siècle, les deux frères Weider, canadiens, modernisent la pratique avec la commercialisation de programmes, magazines, exercices et la fondation de l'IFBB en 1946 qui deviendra la principale fédération professionnelle avec la célèbre épreuve de Mr. Olympia.

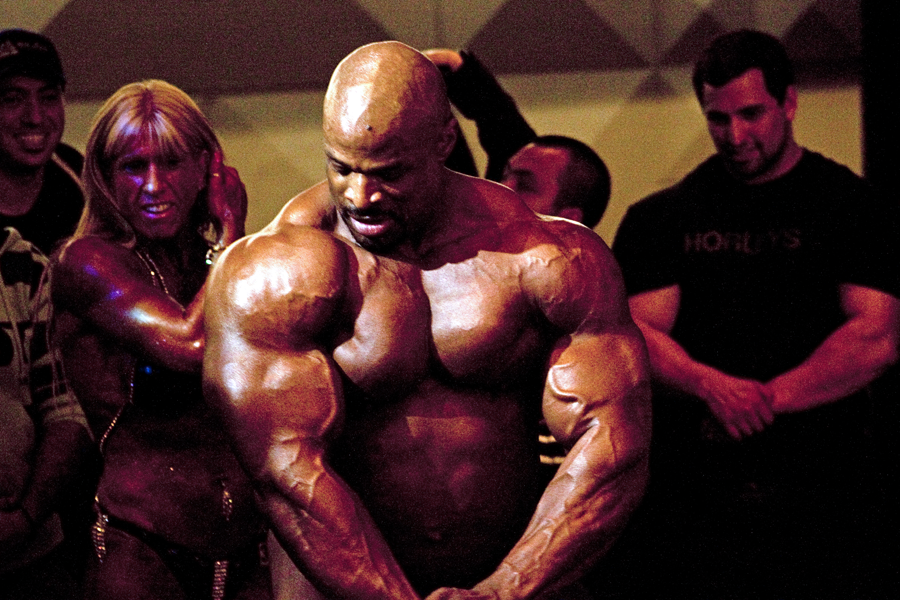
Ronnie Coleman en posing.

À partir des années 1960, la musculation entre dans « l'ère moderne » avec la popularisation de culturistes comme Arnold Schwarzenegger ou Lou Ferrigno qui feront une carrière dans le cinéma et le documentaire Pumping Iron. Certains appelleront cette période : « l'âge d'or du bodybuilding », avec un engouement pour des bodybuilders au physique considérés comme harmonieux comme Frank Zane, Lee Labrada, ou Serge Nubret. La musculation pour la culture physique a perdu en popularité à cause de nouveaux critères orientés vers la « masse » des pratiquants tels que Dorian Yates, Ronnie Coleman ou Big Ramy.
Au XXIe siècle, la musculation redevient populaire grâce aux réseaux sociaux et des Youtubeurs comme Tibo InShape ou « FromHumanToGod » en France. On parle de « fit-game » pour qualifier cette nouvelle communauté de pratiquants qui ne font pas de compétitions et qui sont plus considérés comme des influenceurs.
La musculation est également pratiquée dans la préparation physique de nombreux sports.

## Principe
La musculation est un terme générique désignant le fait de « soulever des poids » d'après la définition anglaise de weightlifting dans l'objectif de développer en volume et/ou force un muscle.

### Mécanismes de l'hypertrophie et de gain de force
L'hypertrophie musculaire est l'augmentation du volume des fibres musculaires par l'intensité (la « tension mécanique »), de la fréquence d'entraînement et du stress exercé sur les fibres.
Plus simplement, l'hypertrophie peut être décrite comme un processus de destruction des fibres lors de l'entraînement et de reconstructions de ces dernières induisant une « surcompensation ». En conséquence, de nouvelles fibres et un volume du muscle plus important.

### Précision sur le gain de force
Il n'y aurait pas de corrélation certaines entre l'hypertrophie musculaire et le gain de force selon cette étude. D'autres facteurs comme l'intensité, le choix des exercices ou la génétique pourraient influencer le gain de force. L'entraînement avec une intensité élevée semble être un facteur favorisant la gain de force d'après cette récente revue.

### Définition de l'intensité
L'intensité est définie par rapport à la répétition maximale (1 RM (en)) qui peut être calculée grâce à la formule de Brzycki :

« 1RM = Poids soulevé / (1.0278 - 0.0278 x Nombre de répétitions)
Ainsi, si vous soulevez 100 kg à 5 reprises, votre 1RM selon la formule de Brzycki serait : 100 / (1.0278 - 0.0278 x 5) ≈ 110 kg. »https://www.dravelnutrition.fr/blog/outils-de-calul/calculer-votre-charge-maximale-1rm-en-musculation#sommaire_2_1

— Ben coach Dravel

## Risques
Le risque de blessure dû à l'exécution d'un exercice est notamment accru par la charge des poids manipulés. Les muscles ou articulations les plus touchés lors d'entraînement à haute intensité seraient les genoux, le bas du dos, les mains et les épaules.
Une autre revue de la littérature mentionne des blessures aux articulations des épaules, genoux et coudes. Ainsi que des dommages au niveau de la colonne vertébrale, la revue mentionne des facteurs de risques tels que le manque de récupération, une intensité trop élevée, une faiblesse musculaire et une mauvaise exécution des exercices. Ils mettent l'accent sur la prévention par une meilleure prise en charge par les professionnels du domaine et l'adoption de techniques et d'habitudes plus saines de port des charges par les pratiquants.